# Harpadon erythraeus
Harpadon erythraeus is een straalvinnige vissensoort uit de familie van hagedisvissen (Synodontidae). De wetenschappelijke naam van de soort is voor het eerst geldig gepubliceerd in 1983 door Klausewitz.